# Нулти меридијан
Нулти меридијан или Гринички меридијан је меридијан који се користи као међународна референца (линија лонгитуде) у географском координатном систему у коме је ова лонгитуда дефинисана као 0°. Зајено, нулти меридијан и његов антимеридијан (180. меридијан у 360°-систему) за одређивање географске дужине формирају велику кружницу. Овај велики круг дели сфероид на две хемисфере. Ако се неко користи правцима Истока и Запада са дефинисаног почетног меридијана, онда се оне могу назвати источна и западна хемисфера.
Нулти меридијан је ултиматно произвољан, за разлику од екватора, који је одређен осом ротације. За Земљин главни меридијан, разне конвенције су коришћене или заговаране у различитим регионима током историје. Најчешћи савремени меридијан је  референтни меридијан. Он је изведен, али незнатно одступа од Гриничког меридијана, који је 1884. године изабран као међународни стандард.
Географске дужине за Земљу и Месец мере се од њиховог почетног меридијана на 0° до 180° источно и до 180° западно. За сва остала тела Сунчевог система, лонгитуда се мери од 0° (њихов почетни меридијан) до 360°. Западне лонгитуде се користе ако је ротација тела директна, односно следи правило десне руке. Источне лонгитуде се користе ако је ротација ретроградна. Међутим, °И које су веће од 180 могу се претворити у °З одузимањем вредности од 360. Исто важи и за °З веће од 180, конвертујући их у °И.

## Опис
Гринички меридијан се узима за „нулти меридијан“, односно меридијан који се дефинише као 0° географске дужине. Он пролази кроз Гриничку опсерваторију, у истоименом месту код Лондона. Најдаљи меридијан од Гриничког (180°) представља границу између источне и западне Земљине хемисфере.
За разлику од Земљиних паралела које су одређене осом ротације Земље, избор гриничког меридијана је усвојена конвенција. Током историје коришћене су разне конвенције о почетном меридијану. Гринички меридијан је усвојен као међународни стандард октобра 1884. на међународној конференцији у Вашингтону.

## Подручја кроз која пролази
Од северног до јужног пола, гринички меридијан пролази кроз следеће океане и државе:
- Северни ледени океан (између Гренланда и архипелага Свалбард)
- Северни Атлантски океан
- Уједињено Краљевство
- Ламанш
- Француска
- Шпанија
- Средоземно море
- Алжир
- Мали
- Буркина Фасо
- Того
- Гана
- Јужни Атлантски океан
- Јужни океан
- Антарктик (Земља краљице Мод)

## Списак примарних меридијана на Земљи
| Локалитет                      | Савремена географска дужина | Назив меридијана                                        | Коментар |
| ------------------------------ | --- | ------------------------------------------------------- | --- |
| Берингов мореуз                | 168°30' З |                                                         | Пјер Жансен је предложио овај меридијан као могући неутрални почетни меридијан на Међународној конференцији о меридијанима 1884. године |
| Вашингтон                      | 77°03′56.07″ З (1897) or 77°04′02.24″ З (NAD 27) or 77°04′01.16″ З (NAD 83)                                                                                            | Меридијан Нове поморске опсерваторије                   | |
| Вашингтон                      | 77°02′48.0″ З, 77°03′02.3″, 77°03′06.119″ З или 77°03′06.276″ З (што је требало да буде NAD 27). Да је NAD27, каснији би био 77°03′05.194″ W (NAD 83)                  | Меридијан Старе поморске опсерваторије                  | |
| Вашингтон                      | 77°02′11.56299″ З (NAD 83), 77°02′11.55811″ З (NAD 83), 77°02′11.58325″ З (NAD 83) (три различита монумента која су првобитно требало да буду на меридијану Беле куће) | Меридијан Беле Куће                                     | |
| Вашингтон                      | 77°00′32.6″ З (NAD 83) | Капитол меридијан                                       | |
| Филаделфија                    | 75° 10' 12″ З |                                                         | [ 7 ] [ 8 ] |
| Рио де Жанеиро                 | 43° 10' 19″ З |                                                         | [ 9 ] |
| Острва блажених / Азури        | 25° 40' 32″ З |                                                         | Коришћен до средњег века, предложио га је Пјер Жансен као један од могућих неутралних меридијана на Међународној конференцији о меридијанима |
| Јеро (Ферски), Канарска острва | 18° 03' З, later redefined as 17° 39' 46″ З | Ферски меридијан                                        | [ 11 ] |
| Тенерифе                       | 16° 38' 22" З | Тенерифски меридијан                                    | Постао је проминентан међу холандским картографима и навигаторима након што су напустили идеју магнетног меридијана |
| Кадиз                          | 6° 17' 35.4" З | Кадишки меридијан                                       | Краљевска опсерваторија у југоисточној кули Кастиљо де ла Вила, коју је током 1735–1850 користила шпанска морнарица. |
| Лисабон                        | 9° 07' 54.862″ З |                                                         | [ 15 ] |
| Мадрид                         | 3° 41' 16.58″ З |                                                         | [ 15 ] |
| Кју                            | 0° 00' 19.0″ З | Примарни меридијан (пре Гринича)                        | Лоциран у Кју опсерваторији краља Џорџа III |
| Гринич                         | 0° 00' 05.3101″ З | Гринички меридијан                                      | Ери меридијан |
| Гринич                         | 0° 00' 05.33″ З | Нулти меридијан борбеног прегледа Уједињеног Краљевства | Бредлијев меридијан |
| Гринич                         | 0° 00' 00.00″ | IERS референтни меридијан                               | |
| Париз                          | 2° 20' 14.025″ И | Париски меридијан                                       | |
| Брисел                         | 4° 22' 4.71″ И |                                                         | [ 15 ] |
| Антверпен                      | 4° 24' И | Антверпенски меридијан                                  | |
| Амстердам                      | 4° 53' И |                                                         | Кроз Вестеркерк у Амстердаму; коришћен за дефинисање законског времена у Холандији од 1909. до 1937. године |
| Берн                           | 7° 26' 22.5″ И |                                                         | |
| Пиза                           | 10° 24' И |                                                         | [ 7 ] |
| Осло (Кристјанија)             | 10° 43' 22.5″ И |                                                         | [ 7 ] [ 8 ] |
| Фиренца                        | 11°15' И | Флорентински меридијан                                  | Кориштен у Петерсовој пројекцији, 180° од меридијана који пролази кроз Берингов пролаз |
| Рим                            | 12° 27' 08.4″ И | Меридијан Монте Марио                                   | Кориштен у Римском 40 датуму |
| Копенхаген                     | 12° 34' 32.25″ И |                                                         | Рундеторн |
| Напуљ                          | 14° 15' И |                                                         | [ 10 ] |
| Пресберг                       | 17° 06' 03″ И |                                                         | Користио га је Самуел Миковини |
| Будим                          | 19° 03' 37″ И | Меридиан у Будиму                                       | Кориштен током 1469–1495; увео га је Региомонтан, а користили су га Марсин Билика, Галеото Марзио, Миклош Ердели (1423–1473), Јоханес Толхопф (око 1445–1503), Јоханес Мунц. Смештен у краљевском замку (и опсерваторији) у Будиму. |
| Стокхолм                       | 18° 03' 29.8″ И |                                                         | У Стокхолмској опсерваторији |
| Краков                         | 19° 57' 21.43″ И | Краковски меридијан                                     | у Старој краковској опсерваторији у Сњадецковом колеџу; такође поменут у раду Николе Коперника О револуцијама небеских сфера. |
| Варшава                        | 21° 00' 42″ И | Варшавски меридијан                                     | [ 15 ] |
| Варад                          | 21° 55' 16″ И |                                                         | Између 1464. и 1667. Георг фон Пурбах је у тврђави Орадеа (у то време Варад) поставио почетни меридијан. У свом дневнику Колумбо је навео да је на броду имао једну копију Табуле Варадијске (Tabula Varadiensis или Tabulae directionum) за израчунавање стварног меридијана на основу положаја Месеца, у корелацији са Варадом. Америго Веспучи се такође напоменуо како је стекао знање за израчунавање меридијана помоћу ових табела. |
| Александрија                   | 29° 53' И | Александријски меридијан                                | Меридијан Птоломејског Алмагеста. |
| Санкт Петербург                | 30° 19' 42.09″ И | Пулковски меридијан                                     | |
| Кеопсова пирамида              | 31° 08' 03.69″ И |                                                         | 1884 |
| Јерусалим                      | 35° 13' 47.1″ И |                                                         | [ 8 ] |
| Мека                           | 39° 49' 34″ И |                                                         | Такође погледајте меканско време |
| Уџајин                         | 75° 47' И |                                                         | Кориштен у индијској астрономији и календарима из 4. века (такође погледајте време у Индији). |
| Кјото                          | 136° 14' И |                                                         | Користи се на јапанским картама из 18. и 19. века (званично 1779–1871). Тачно место непознато, али је у „Кајрекисиу” у граду Нишигекоутиу у Кјоту, тадашњој престоници. |
|                                | ~ 180 |                                                         | Супротно Гринич, предложен 13. октобра 1884. на Међународној конференцији о меридијанима од стране Сандфорда Флеминга. |